# Shut Up and Dance (Black Mirror)
"Shut Up and Dance" é o terceiro episódio da terceira temporada da série antológica de ficção científica britânica Black Mirror. Escrito pelo criador da série e showrunner Charlie Brooker em parceria com William Bridges, é protagonizado por Alex Lawther e Jerome Flynn. Sua estreia ocorreu na Netflix em 21 de outubro de 2016, juntamente com os demais episódios da temporada.
O episódio conta a história de um adolescente que é chantageado por um misterioso hacker que possui um vídeo íntimo dele. Forçado a cometer atos bizarros e criminosos, o jovem é acompanhado por um homem de meia-idade, também uma vítima que o hacker está chantageando com provas de infidelidade conjugal. A trama apresenta semelhanças com episódios anteriores da série, particularmente "White Bear", possuindo um tom sombrio.
"Shut Up and Dance" recebeu críticas mistas. Lawther e Flynn foram elogiados por sua atuação, mas os críticos ficaram divididos quanto à eficácia do tom do episódio, à qualidade da reviravolta na trama e dos temas apresentados. De maneira geral, recebeu classificações baixas nas listas de melhores episódios de Black Mirror feitas por críticos especializados.

## Enredo
Ao chegar em casa de seu trabalho em um restaurante, o adolescente Kenny (Alex Lawther) instala em seu laptop um suposto removedor de malware, após descobrir que sua irmã mais nova, Lindsay (Maya Gerber), o pegou emprestado sem permissão. Entretanto, um hacker oculto ganha acesso à webcam e grava o rapaz se masturbando na frente do laptop. O hacker ameaça Kenny por email, prometendo liberar o vídeo para todos os contatos do jovem, a menos que este siga uma série de instruções.
No trabalho, Kenny recebe uma mensagem de texto instruindo-o a ir até o último andar de um parque de estacionamento. Ele finge estar doente para sua chefe (Hannah Steele) e corre desesperado até o local. Chegando lá, um motociclista (Ivanno Jeremiah), também agindo sob orientações do hacker, entrega-lhe uma caixa com um bolo dentro. Kenny é instruído a entregar o bolo para alguém em um quarto de hotel, no qual ele encontra Hector (Jerome Flynn), outro chantageado; ele estava prestes a cometer adultério com uma prostituta e teme perder a custódia dos filhos se a esposa descobrir. 
Kenny e Hector são instruídos a dirigir segundo as coordenadas do hacker. Ao pararem para abastecer, encontram Karen (Natasha Little), uma amiga da esposa de Hector, que pede carona para casa. Após livrarem-se de Natasha, eles são orientados a usar uma arma escondida no bolo para roubar um banco. Hector insiste em ser o motorista, deixando Kenny com a tarefa de executar o assalto. Kenny urina de medo, mas mesmo assim consegue roubar uma sacola de dinheiro e foge com Hector depois que a polícia é acionada.
Hector é instruído a destruir o carro, enquanto Kenny carrega o dinheiro até uma floresta próxima. Lá ele encontra outra vítima da chantagem, um homem (Paul Bazely) que explica que eles devem lutar até a morte enquanto são filmados por um drone equipado com câmera; o dinheiro vai para o vencedor. Kenny alega que ele só olhou algumas fotos. O homem pergunta pela idade das pessoas. Kenny dispara a arma contra si mesmo, mas ela não está carregada. Os dois começam a lutar.
Hector volta para casa e descobre que sua esposa (Leanne Best) foi informada do encontro com a prostituta. Outras vítimas da chantagem também tiveram suas informações divulgadas. Cada uma delas recebe uma mensagem de texto com a imagem de um trollface. Tendo vencido a luta, Kenny cambaleia ferido pela floresta. Ele recebe uma ligação desesperada de sua mãe (Camilla Power), revelando que Lindsay viu o vídeo dele se masturbando com pornografia infantil. Ele encerra a ligação, viaturas da policia se aproximam e dois policiais o apreendem.

## Produção
Enquanto as duas primeiras temporadas de Black Mirror foram exibidas pelo Channel 4 do Reino Unido, em setembro de 2015 a Netflix encomendou 12 episódios da série (divididos em duas temporadas de seis episódios) e, em março de 2016, adquiriu do Channel 4 os direitos de distribuição da terceira temporada, por uma oferta de 40 milhões de dólares. Devido à sua mudança para a plataforma de streaming, o programa teve um orçamento maior do que o da temporada anterior. "Shut Up and Dance" é o terceiro episódio da terceira temporada e foi lançado simultaneamente com os outros cinco episódios em 21 de outubro de 2016 na Netflix.
Os títulos dos seis episódios que compõem a temporada foram anunciados em julho de 2016, juntamente com a data de lançamento. Um trailer com uma fusão de clipes e sons dos seis episódios foi lançado pela Netflix em 7 de outubro de 2016. Dois dias antes do lançamento da temporada na plataforma, o portal Den of Geek! publicou uma entrevista em que Brooker deu a entender que o episódio seria "um pesadelo sujo e contemporâneo" ambientado em Londres, sem elementos de ficção científica.

### Concepção e roteiro
O episódio foi escrito por Charlie Brooker, criador da série, e por William Bridges, que era novo no ramo televisivo. Bridges apresentou três ideias para Brooker e Annabel Jones, produtora executiva, e, embora nenhuma delas tenha sido desenvolvida, ele recebeu um esboço do roteiro de "Shut Up and Dance" para trabalhar. Brooker afirmou que a ausência de elementos de ficção científica no episódio foi uma decisão "muito consciente", observando que a ficção científica também está ausente nos episódios "The National Anthem", da primeira temporada, e "The Waldo Moment", da segunda. Ele havia escrito recentemente o episódio "San Junipero", também da terceira temporada, o qual era sobre uma história definida no passado, e estava cogitando a ideia de fazer uma história ambientada no presente. Brooker comentou que o "humor desagradável, coloquial, britânico e esquisito", bem como a "aparência suja" do episódio tornam-no semelhante a "The National Anthem".
A história passou por muitas iterações diferentes, a partir de uma ideia semelhante à do filme Reservoir Dogs (1992), no qual um grupo de estranhos é chantageado para roubar um banco. Algumas versões do roteiro não incluíam a reviravolta final envolvendo Kenny. Numa delas, não havia nenhuma razão para que os eventos estivessem acontecendo, e em outra os papéis foram invertidos, com o personagem de Jerome Flynn tendo o segredo extremamente sombrio. Em um rascunho diferente, os hackers eram mostrados em um cibercafé na Europa Oriental, de onde chantageavam os personagens por pura diversão. O cenário seria originalmente nos Estados Unidos, pois isso tornaria mais fácil para os personagens ter acesso a armas de fogo, e a história se desenrolaria em um período de tempo inicialmente mais longo.

### Filmagens

James Watkins, o diretor do episódio.

O episódio foi o segundo da temporada a ser filmado, o que ocorreu ao longo de três semanas, depois de "San Junipero". O diretor James Watkins era anteriormente conhecido pela direção dos filmes de terror Eden Lake (2008) e The Woman in Black (2012), o qual Alex Lawther afirma que levou Watkins a "realmente [aprender] a habilidade de sustentar um suspense incrível por longos períodos de tempo." Foi a primeira experiência do diretor com televisão. Ele havia observado os preparativos do departamento de arte para os episódios "Nosedive" e "San Junipero" e pretendia desviar-se de seus tons para "abraçar a essência de primo feio" que "Shut Up and Dance" exigia. Lawther, que interpreta o protagonista Kenny, tornara-se fã do programa antes de seu teste para o elenco e gostava particularmente de "White Bear", episódio da segunda temporada. O ator só havia lido algumas cenas do roteiro e não tinha conhecimento da reviravolta do desfecho.
Lawther e Jerome Flynn, intérprete do coprotagonista Hector, reuniram-se efetivamente pela primeira vez durante as filmagens, nas cenas do carro. As gravações eram intensas, o que levou Flynn a sofrer de hiperventilação em algumas ocasiões, ao passo que, em outros momentos, ele, Lawther e Natasha Little, que interpreta Karen, não conseguiam manter a seriedade que as cenas exigiam e começavam a rir de maneira não intencional. Lawther interpretou Kenny de uma forma inocente, já que seu personagem é muito reprimido por sua sexualidade. Kenny está constantemente desconfortável por ser justamente como é. A cena em que o personagem devolve um brinquedo para uma garota no restaurante era uma sugestão de que Kenny era pedófilo. Houve discussões sobre como a cena deveria ser executada para evitar a entrega da reviravolta. Após procurar bastante por um pai ou mãe que permitisse que sua filha atuasse nessa cena, Annabel Jones trouxe sua própria filha para o papel. Lawther comentou que, enquanto filmava, deparou-se com uma notícia semelhante ao enredo do episódio, o que ele considerou surreal.
O final apresenta a canção "Exit Music (For a Film)" do Radiohead, inicialmente incluída como faixa temporária durante a edição. Como a banda gostava de Black Mirror, acabou dando permissão aos produtores de usar a música no episódio.

## Recepção da crítica

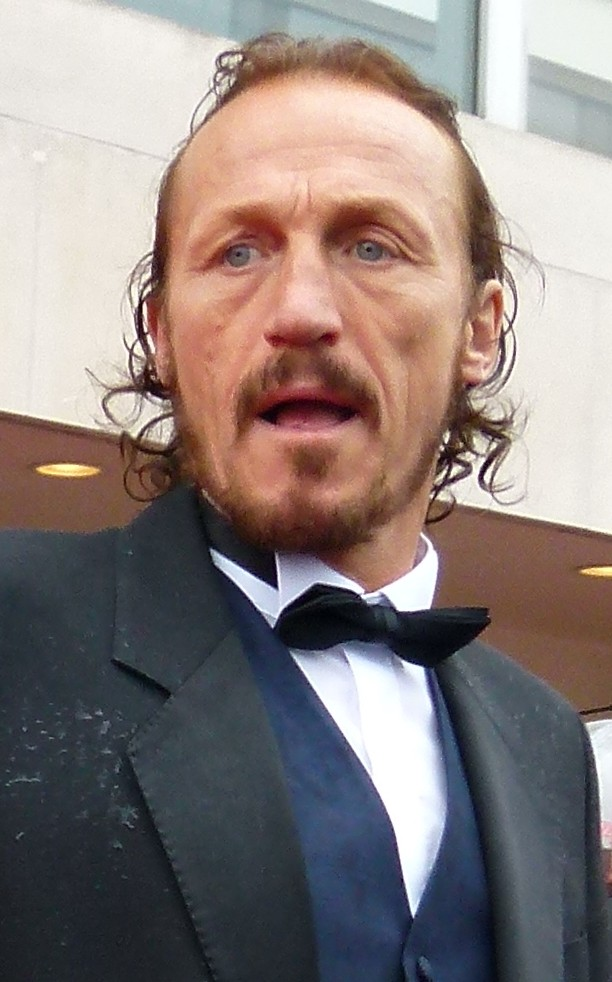
Jerome Flynn, intérprete de Hector, recebeu elogios por sua atuação; Alex Mullane, do Digital Spy, comentou que o personagem é "desprezível na medida certa, nunca se tornando uma caricatura".